# Sacrifice to the King of Beasts
Sacrifice to the King of Beasts (jap. 贄姫と獣の王, Niehime to Kemono no Ō) ist eine Mangaserie von Yu Tomofuji, die von 2015 bis 2020 in Japan erschien. Das Werk ist in die Genres Shōjo, Romantik und Fantasy einzuordnen und wurde in mehrere Sprachen übersetzt. 2023 wurde es als Anime umgesetzt, der international als Sacrificial Princess and the King of Beasts erschien.

## Inhalt
Die Welt wird von Dämonen beherrscht, deren König die Menschen regelmäßig ein Opfer bringen müssen. Saliphie wuchs als das 99. Dämonenopfer auf und hatte eine harte Kindheit. Sie scheut sich aber nicht, ihre Meinung allen ins Gesicht zu sagen. So auch dem Premierminister und dem Dämonenkönig bei der Opfergabe. Im Gegensatz zu den früheren Opfern will sie nicht um ihr Leben betteln, sondern lobt die weichen und sanften Tatzen des Königs. Der lässt Saliphie, die als Opfer eigentlich eingesperrt sein sollte, bald den Palast erkunden und nimmt sie auf eine Reise mit. Bei seinen Untertanen weckt das Unmut. Einige von ihnen wollen einen Aufstand gegen den König wagen und warten nur auf den richtigen Moment. Die Opfer dienten bisher dazu, dass der König seine Stärke beweist. Doch nun hat sich der König in das Mädchen verliebt und dieses in ihn. Er will sie heiraten und zu seiner Königin machen, was zu noch mehr Widerspruch unter den Dämonen führt.

## Charaktere
Saliphie (サリフィ, Sarifi)
Saliphie ist ein Mädchen, das dem König der Bestien geopfert wurde.
Leonheart (レオンハルト, Reonharuto)
König des Königreichs Ozmargo. Als Mischling aus einem tierischen Vater und einer menschlichen Mutter geboren. Trotz seines stoischen und aggressiven Verhaltens ist er ein sanfter und gütiger König, der sich um seine Untertanen kümmert und Saliphie sehr liebt.
Ropus & Kyk (ロプス & キュク, Lops & Kyuku)
Ropus & Kyu sind eine anthropomorphe Kreatur, die einem Ball ähnelt.
Anubis (アヌビス, Anubisu)
Anubis ist der vertrauenswürdigste Berater des Königs und verwaltet einige der Angelegenheiten des Königs und gibt seine harte und zynische Meinung ab.
Yormungand (ヨルムンガンド, Yorumungando)
Yormungand ist ein Hauptmann der königlichen Garde und ein enger Freund von Leonheart.
Amito (アミト, Atto)
Amito ist die Prinzessin von Murga und Tochter von Kaiman dem Elften, König von Murga, der speziell als Gefährtin von Lady Saliphie im Palast installiert wurde. Amit ist in Yormungand, den Hauptmann der königlichen Garde, verknallt.
Ilya (イリヤ, Irīa)
Ilya ist der Kopfgeldjäger und der Jugendfreund von Saliphie.
Seth (セト, Setto)
Seth ist ein Richter. Er wurde als Sohn einer Konkubine des Königs und eines unbekannten Mannes geboren, wurde jedoch belogen, dass seine Abstammung königlich sei. Er entdeckte schließlich das Geheimnis von Leonhearts Mischling und entlarvte ihn vor dem Königreich. Er plante, alle Tiere nach Arten zu trennen. Als er gegen Leonheart antrat, versuchte er, einen mächtigen Zauber zu verwenden, scheiterte jedoch, als er an seine Grenzen stieß.
Galoa (ガロア, Garoa)
Galoa ist Anführer der istanischen Marine. Seine Taten brachten ihm den Titel „Der Meeresgott“ ein. Als er von Saliphie erfuhr, testete er ihren Charakter, um zu sehen, ob sie für den König würdig war. Anschließend schworen er und seine Männer Leonheart Treue als Sühne für die Täuschung.
Jozz (ジョズ, Jozu)
Jozz ist der Stellvertreter von Galoa. Er gab vor, der Anführer zu sein, und war Teil einer List, um Saliphie auf die Probe zu stellen. Später bereute er seine Taten und war bereit, an Galoa‘ Stelle bestraft zu werden.
Theto VII (テト7, Teto)
Theto VII ist der siebte König von Sabre und der Vater von Tetra und Calcara.
Karla (カルラ, Kara)
Karla ist die Königin von Sabre und die Mutter von Tetra und Calcara.
Tetra (テトラ, Tetora)
Tetra ist die jüngste Tochter von Theto, Karla und die ältere Schwester von Calcara und ist die vierte Prinzessin ihres Heimatlandes, Sabre.
Calcara (カルカラ, Karukara)
Calcara ist der einzige Sohn von Theto, Karla und der jüngere Bruder von Tetra und der einzige Prinz ihres Heimatlandes Sabre.
Lantbert (ラントベルト, Rantevu~eruto)
Lantbert ist die persönliche Hyänenwache der Königin. Er wird auch Lante genannt. Stolz auf sein eigenes Hyänenblut. Trotz seiner entspannten Persönlichkeit kümmert er sich um Saliphie.
Fenrir (フェンリル, Fenriru)
Fenrir war der zwölfte Prinz von Phantom Wolf. Als Kind kämpfte er gegen Leonhart in einem Grafenduell und verlor. Infolgedessen verlor er seinen Status als Prinz und seine Heimat, weil ihm von seiner Familie das Ohr abgehackt wurde. Sein Groll gegen Leonhart macht Fenrir zu seinem Ziel, Leonhart eines Tages zu zerstören und erobere den Thron und werde der neue König aller Tiere. Er hatte vor, Saliphie als Opfer zu verwenden, aber als er sah, dass Saliphie keine Angst vor ihm hatte und Leonhart sie wirklich mochte, beschloss er, ihr Herz zu gewinnen und Sariphi zu seiner Königin zu machen. Fenrir und Leonhart liefern sich ein Duell, in dem sie die Urmethode anwenden und Fenrir tödlich besiegt wird. Als Leonhart ihn erledigen will, wird Fenrir plötzlich von Nir erstochen und getötet, weil Fenrir ihm befiehlt, ihn zu töten, falls er das Duell verliert. Nir geht mit Fenrirs Körper und erzählt Leonhart, dass es Fenrirs Traum, aber auch sein Fluch war, ihn zu besiegen und König der Tiere zu werden.
Gleipnir (グレイプニル, Gureipuniru)
Gleipnir trägt den Spitznamen Nir (ニル, Niru). Er lebte einst als Sklave, wurde von Fenrir aufgenommen und dient nun als seine rechte Hand.
Richard (リチャード, Richādo)
Richard ist der Sohn von Leonheart und Saliphie und der Hauptprotagonist des Spin-offs. Wie sein Vater ist er halb Tier und halb Mensch.

## Veröffentlichung
Die Serie erschien in Japan ab August 2015 im Magazin Hana to Yume beim Verlag Hakusensha. Der brachte die Kapitel auch in 15 Sammelbänden heraus. Der 8. Band verkaufte sich in den ersten beiden Wochen nach Veröffentlichung über 46.000 Mal. Im Oktober 2020 wurde die Serie abgeschlossen. Eine deutsche Übersetzung des Mangas erschien von August 2018 bis April 2022 bei Carlsen Manga in allen 15 Bänden. Eine englische Übersetzung wird von Yen Press herausgegeben, eine italienische von Magic Press.
Unter dem Titel Shiro Usagi to Kemono no Ōji (白兎と獣の王子) erscheint seit August 2022 im Hana to Yume ein Ableger zur Serie, ebenfalls von Yu Tomofuji. Im Dezember 2019 erschien bereits in einzelnes Kapitel, was die Geschichte des Ablegers vorwegnahm. Der Verlag Hakusensha brachte die Kapitel auch in bisher drei Sammelbänden heraus.

### Liste der Manga-Bände

#### Sacrifice to the King of Beasts
| Band | Japan            | Japan               | Deutschland      | Deutschland         |
| Band | Veröffentlichung | ISBN                | Veröffentlichung | ISBN                |
| ---- | ---------------- | ------------------- | ---------------- | ------------------- |
| 1    | 4. Juni 2015     | ISBN 978-4592215417 | 31. Juli 2018    | ISBN 978-3551734501 |
| 2    | 20. Sep. 2016    | ISBN 978-4592215424 | 30. Okt. 2018    | ISBN 978-3551734518 |
| 3    | 4. Juni 2015     | ISBN 978-4592215431 | 29. Jan. 2019    | ISBN 978-3551734525 |
| 4    | 19. Mai 2017     | ISBN 978-4592215448 | 30. Apr. 2019    | ISBN 978-3551734532 |
| 5    | 20. Sep. 2017    | ISBN 978-4592215455 | 30. Juli 2019    | ISBN 978-3551734549 |
| 6    | 19. Jan. 2018    | ISBN 978-4592215462 | 29. Okt. 2019    | ISBN 978-3551734556 |
| 7    | 20. Apr. 2018    | ISBN 978-4592215479 | 28. Jan. 2020    | ISBN 978-3551734563 |
| 8    | 20. Juli 2018    | ISBN 978-4592215486 | 28. Apr. 2020    | ISBN 978-3551734570 |
| 9    | 20. Nov. 2018    | ISBN 978-4592215493 | 28. Juli 2020    | ISBN 978-3551738608 |
| 10   | 20. März 2019    | ISBN 978-4592215509 | 27. Okt. 2020    | ISBN 978-3551746573 |
| 11   | 20. Aug. 2019    | ISBN 978-4592223016 | 2. März 2021     | ISBN 978-3551746580 |
| 12   | 20. Dez. 2019    | ISBN 978-4592223023 | 1. Juni 2021     | ISBN 978-3551746597 |
| 13   | 20. Apr. 2020    | ISBN 978-4592223030 | 31. Aug. 2021    | ISBN 978-3551746603 |
| 14   | 20. Aug. 2020    | ISBN 978-4592223047 | 30. Nov. 2021    | ISBN 978-3551748157 |
| 15   | 20. Jan. 2021    | ISBN 978-4592223054 | 22. März 2022    | ISBN 978-3551748188 |

#### White Rabbit and the Prince of Beasts
| Band | Japan            | Japan               | Deutschland      | Deutschland            |
| Band | Veröffentlichung | ISBN                | Veröffentlichung | ISBN                   |
| ---- | ---------------- | ------------------- | ---------------- | ---------------------- |
| 1    | 20. Jan. 2022    | ISBN 978-4592224518 | 29. Mai 2024     | ISBN 978-3-551-80117-3 |
| 2    | 20. März 2023    | ISBN 978-4592224525 | 27. Aug. 2024    | ISBN 978-3-551-80118-0 |
| 3    | 18. Aug. 2023    | ISBN 978-4592224532 | 9. Jan. 2025     | ISBN 978-3551801883    |
| 4    | 20. Dez. 2023    | ISBN 978-4592224549 |                  |                        |
| 5    | 19. Apr. 2024    | ISBN 978-4592224556 |                  |                        |

## Animeserie
Beim Studio J.C.Staff entstand eine Adaption der Geschichte als Anime-Fernsehserie. Regie führte Chiaki Kon und das Drehbuch schrieb Seishi Minakami. Das Charakterdesign wurde von Shinya Hasegawa entwickelt und die künstlerische Leitung lag bei Hazuki Iida. Für den Ton war Jin Aketagawa verantwortlich und für die Kameraführung Yurina Yagi.
Der Anime wurde erstmals im Januar 2021 angekündigt. Die Folgen werden seit dem 19. April 2023 bei Tokyo MX und BS11 in Japan gezeigt. International findet eine Veröffentlichung auf der Plattform Crunchyroll statt, mit deutscher und englischer Synchronisation sowie mit Untertiteln unter anderem in Spanisch, Französisch und Italienisch. Der internationale Titel des Animes ist Sacrificial Princess and the King of Beasts.

### Synchronisation
Die deutsche Synchronfassung entstand bei Rescue movie. Regie führten Patrick Kropp und Robin Stern, Patrick, Robin schrieb auch das Dialogbuch with Lorenz Hertkorn.
| Rolle      | Japanische Stimme (Seiyū)                 | Deutsche Stimme                                 |
| ---------- | ----------------------------------------- | ----------------------------------------------- |
| Saliphie   | Kana Hanazawa                             | Amira Lesner                                    |
| Leonheart  | Satoshi Hino Yumi Uchiyama (Kindheit)     | Christopher Kussin Laurin Lechenmayr (Kindheit) |
| Ropus & Cy | Natsumi Fujiwara (Ropus) Yuka Nukui (Kyk) | Claudia Schmidt (Ropus) Robin T. Stern (Kyk)    |
| Anubis     | Takuma Terashima Rie Kugimiya (Kindheit)  | Andrea Thiele Nina Benz (Kindheit)              |
| Amito      | Megumi Han                                | Bettina Zech                                    |
| Yormungand | Chikahiro Kobayashi                       | Dustin Peters                                   |
| Bennu      | Hiroyuki Yoshino                          | Uwe Kosubek                                     |
| Ilya       | Shōya Chiba Riho Sugiyama (Kindheit)      | Xiduo Zhao Ute Bronder (Kindheit)               |
| Seth       | Kohsuke Toriumi                           | Daniel Pietzuch                                 |
| Galoa      | Hōchū Ōtsuka                              | Hans Bayer                                      |
| Jozz       | Kenta Miyake                              | Gerhard Jilka                                   |
| Tetra      | Rina Hidaka                               | Zoe Amelie Kretschmann                          |
| Lantbert   | Tasuku Hatanaka Yuka Takakura (Kindheit)  | Grischa Olbrich                                 |

### Musik
Die Musik der Serie komponierte Kohta Yamamoto. Das Vorspannlied ist Saku no Nie (朔の贄) von BIN und der Abspann ist unterlegt mit Only von GARNiDELiA.